# Metro (motorfiets)
Metro is een historisch merk van motorfietsen.
The Metro Mfg. & Engineering Co., Saltley, Birmingham (1912-1920).
Engels bedrijf dat stevige 269 cc motorfietsen met een eigen tweetaktmotor maakte. Zie ook Metro-Tyler.